# Beko (przedsiębiorstwo)
Beko (zapis stylizowany: beko) – międzynarodowe przedsiębiorstwo, które w swojej ofercie posiada sprzęty dużego AGD, takie jak: pralki i suszarki, lodówki, piekarniki, zmywarki do naczyń, kuchenki elektryczne i indukcyjne, kuchenki mikrofalowe; oraz małe AGD, m.in. odkurzacze, blendery, stacje pary, czajniki. Jest częścią koncernu Arçelik.
W 2014 roku marka została oficjalnym sponsorem hiszpańskiego klubu piłkarskiego FC Barcelona, od 2018 roku Beko jest sponsorem koszykarskiego klubu Fenerbahçe SK. Wraz z wprowadzoną kampanią społeczną w 2019 roku, „Jedz jak Mistrz” (Eat Like a Pro), firma została oficjalnym partnerem i sponsorem Mistrzostw Europy w League of Legends.